# Regierung Vlastimil Tusar I
Die tschechoslowakische Regierung Vlastimil Tusar I, geführt vom Ministerpräsidenten Vlastimil Tusar, war im Amt vom 8. Juli 1919 bis 25. Mai 1920. Sie folgte der Regierung Karel Kramář und wurde ersetzt durch die Regierung Vlastimil Tusar II.

## Regierungsbildung, Programm
Vlastimil Tusars Regierung von 1919 war die erste Regierung der sogenannten rot-grünen Koalition, die aus den sozialistischen Parteien sowie aus der Agrarpartei bestand. Ihre Rolle wurde verändert durch die am 23. Mai 1919 erfolgte Novellierung der Verfassung, wonach sie durch den Präsidenten der Republik ernannt wurde, der ihr auch vorstehen konnte. Ihre endgültige Rolle wurde geregelt durch die Annahme der neuen Verfassung am 29. Februar 1920.
Nach den ersten Parlamentswahlen von April 1920 trat die Regierung zurück. Die Erfolge der Sozialisten des bisherigen Ministerpräsidenten Tusar führten dazu, dass er auch die folgende Regierung stellen konnte.

## Regierungszusammensetzung
Die erste Regierung von Vlastimil Tusar bestand aus 15 Ministerien.
- Ministerpräsident: Vlastimil Tusar (ČSDSD) (8.7.1919–25.5.1920)
- Außenminister: Edvard Beneš (parteilos) (8.7.1919–25.5.1920)
- Innenminister: Antonín Švehla (RSZML) (8.7.1919–25.5.1920)
- Finanzminister:
  - Cyril Horáček (RSZML) (8.7.1919–9.10.1919)
  - Kuneš Sonntag (RSZML) (9.10.1919–25.5.1920)
- Minister für Bildung und nationale Aufklärung: Gustav Habrman (ČSDSD) (8.7.1919–25.5.1920)
- Verteidigungsminister: Václav Klofáč (ČsNS) (8.7.1919–25.5.1920)
- Justizminister: František Veselý (ČsNS) (8.7.1919–25.5.1920)
- Handelsminister: Ferdinand Heidler (ČsNS) (8.7.1919–25.5.1920)
- Minister für die Eisenbahnen:
  - Jiří Stříbrný (ČsNS) (8.7.1919–17.9.1919)
  - (kommissarisch) Emil Franke (ČsNS) (17.9.1919–25.5.1920)
- Minister für öffentliche Arbeiten: Antonín Hampl (ČSDSD) (8.7.1919–25.5.1920)
- Landwirtschaftsminister: Karel Prášek (RSZML) (8.7.1919–25.5.1920)
- Minister für Soziales: Lev Winter (ČSDSD) (8.7.1919–25.5.1920)
- Gesundheitsminister: Vavro Šrobár (parteilos) (8.7.1919–25.5.1920)
- Minister für Post und Telekommunikationen: František Staněk (RSZML) (8.7.1919–25.5.1920)
- Unifikationsminister[Anm. 1] (errichtet am 6.12.1919): Milan Hodža (parteilos) (6.12.1919–25.5.1920)
- Minister für die Verwaltung der Slowakei: Vavro Šrobár (parteilos) (8.7.1919–25.5.1920)
- Ernährungsminister:
  - Fedor Houdek (parteilos) (8.7.1919–1.4.1920)
  - (kommissarisch) Kuneš Sonntag (RSZML) (1.4.1920–25.5.1920)

### Parteizugehörigkeit
In der Regierung waren folgende Parteien der sogenannten Allnationalen Koalition vertreten:
- Republikánská strana zemědělského a malorolnického lidu (RSZML), Republikanische Partei des landwirtschaftlichen und kleinbäuerlichen Volkes (kurz Agrarpartei)
- Československá sociálně demokratická strana dělnická (ČSDSD), Tschechoslowakische Sozialdemokratische Arbeiterpartei
- Československá strana socialistická (ČSS), Tschechoslowakische Sozialistische Partei

Gegenüber der vorangegangenen Regierung Karel Kramář waren die Tschechoslowakische Nationaldemokratie (ČsND, die Partei des bisherigen Premiers) und Tschechoslowakische Volkspartei (ČSL) in der Regierung nicht vertreten.